# Džipsii
Јован Живадиновић, познатији под уметничким именом Džipsii, српски је певач ромског порекла.

## Лични живот
Пре певања, Džipsii се више година бавио плесом. Надимак Džipsii је дао сам себи пошто тврди да се људима није свиђало да чују речи „цига” и „циганин” као његов опис самога себе, па је преузео енглеску реч „gypsy” (прев. циган, чита се џипси) као надимак.

## Каријера
Свој дебитантски сингл под називом Све је исто избацује у јулу 2021. године. Затим у октобру 2022. године објављује и свој дебитантски албум под називом Записи из подземља под издавачком кућом Red Pill. Новине Данас су албум Записи из подземља оцениле као трећи најбољи домаћи албум 2022. године, док је Констракта предложила његову песму Понекад за номинацију за Music Awards Ceremony 2023. Убзро потом, његова песма Финибрид постаје номинована у категорији Урбана поп нумера на тој додели награда.
Дана 9. јануара 2023. године је откривено да ће се такмичити на Песми за Евровизију ’23, српском националном избору за Песму Евровизије 2023. са песмом Грех коју је написао у сарадњи са Реп Горилом (Ахмедом Хајдаровићем).

## Награде и номинације
| Година | Награда                 | Категорија       | Рад      | Исход      | Реф.         |
| ------ | ----------------------- | ---------------- | -------- | ---------- | ------------ |
| 2023.  |                         | Урбан поп нумера | Финибрид | Номинација | [ 8 ]        |
| 2023.  | Песма за Евровизију ’23 |                  | Грех     | 5. место   | [ 9 ] [ 10 ] |

## Дискографија

### Албуми
- Записи из подземља (2022)

### Синглови
| Наслов | Година | Албум            |
| ------ | ------ | ---------------- |
|        | 2021.  | сингл без албума |
|        | 2023.  | сингл без албума |